# Raimartihof

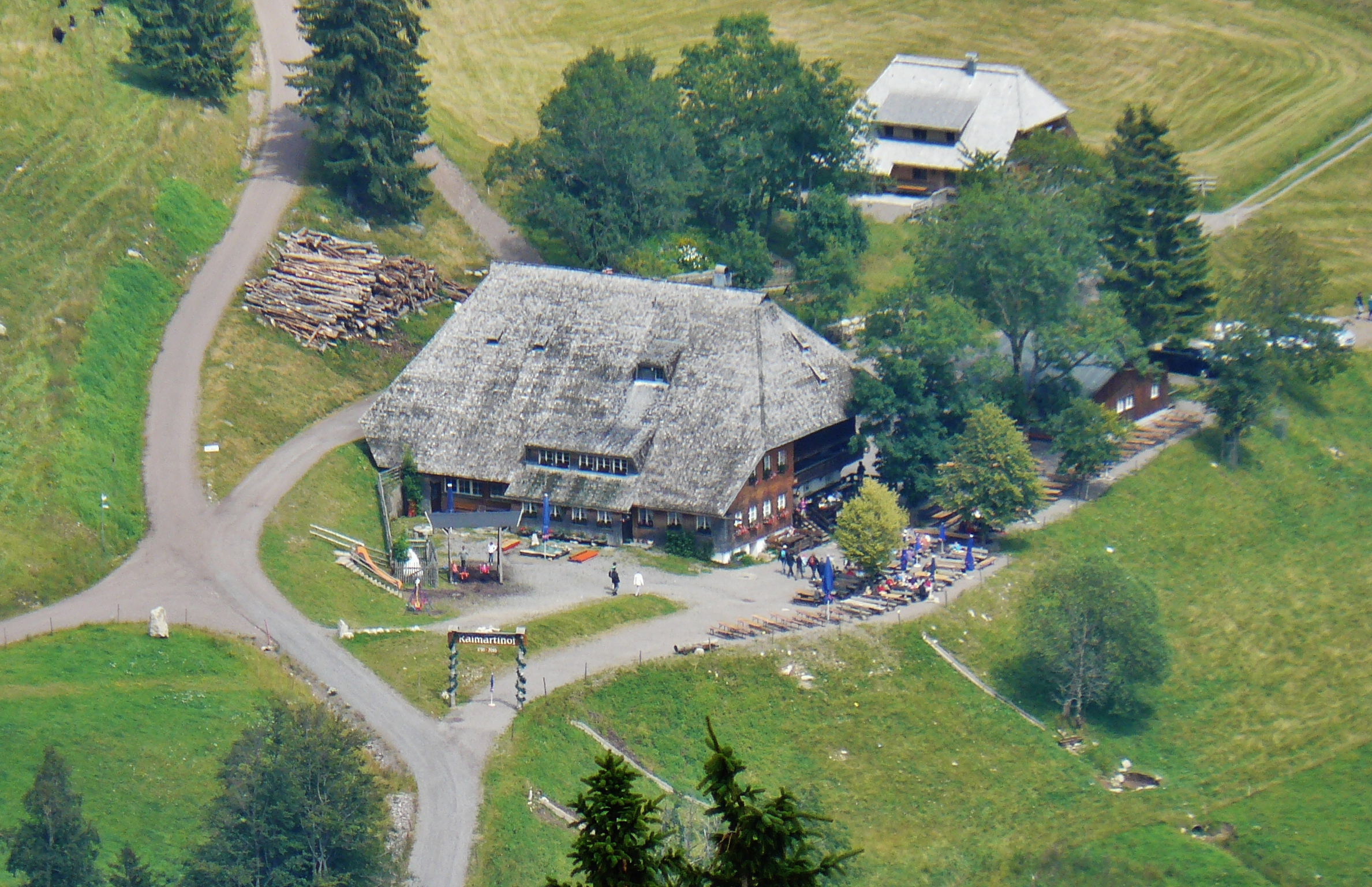
Raimartihof (Blick vom Seebuck)

Der Raimartihof ist ein bewirtschafteter Berggasthof östlich unterhalb des Seebucks (Feldberg) im Schwarzwald. Der typische Schwarzwälder Eindachhof ist das größte Wandergasthaus am Feldberg. Er liegt in 1114,4 m ü. NHN Höhe inmitten des Naturschutzgebietes Feldberg in der Nähe eines eiszeitlichen Kars unterhalb des Feldberggipfels. Der Hof am Ende des Seebachtales, das zur letzten Eiszeit noch das Tal der Feldbergdonau war, befindet sich 490 Meter östlich des Feldsees, des Karsees.

## Geschichte
Der Hof wurde im Jahr 1710 durch Martin Faller († 7. Oktober 1719) errichtet. Seinen Namen erhielt der Raimartihof von seinem Erbauer, der am Rain wohnte. Im folgenden Jahr erwarb Martin Faller den Hof von der Herrschaft Sickingen, die das Gebiet vermutlich zuvor abgeholzt hatte, um Kohlholz für das Eisenwerk Eberfingen zu beschaffen. Die Herrschaft behielt weiterhin das Eigentum am Holz auf dem Hofgut, wobei dem Hofbesitzer das Brenn- und Bauholz kostenlos gestellt wurden. Diese Regelungen sowie jede zur Abgabe von Fall, Drittel, Abzug und Bodenzins an die Herrschaft hatten noch Bestand, als die Kinder seines Sohnes Simon Faller († vor 1766), das Anwesen für 530 Gulden an ihren Stiefbruder/Bruder Georg (1743–1814) verkauften.
Seine zweite Ehefrau Agatha Mayer aus dem Zastler betrieb den Hof nach Georg Fallers Tod weiter, bevor im folgenden Jahr ihre Tochter Magdalena (1776–1850) übernahm, die bald von ihrem zweiten Ehemann Josef Willmann aus Wildtal unterstützt wurde, mit dem sie keine Kinder hatte. 1825 wurde der Hof von Christian Andris (1787–1831) ersteigert, der dafür 1625 fl. bezahlte. 1826 erwarb er für 750 fl. ein zusätzliches Waldstück von 63 Juchert. Er erweiterte das Hofgut 1842 um eine Sägemühle (vermutlich mit Klopfsäge) mit einem Blatt sowie eine Mahlmühle mit einem Gang und löste das Drittel für seinen Besitz ab. Seiner Witwe gelang es, sämtliche Schulden abzubezahlen, bevor der Hof am 10. Mai 1838 an ihren Sohn Johann übergeben wurde. Ihm wiederum gelang es, den Zehnten und das Jagdrecht der Herrschaft abzulösen sowie das Höfesterben im Hochschwarzwald zu überstehen. Dieses begann mit Errichtung der Zollschranken um 1830 (Deutscher Zollverein etc.), die die größtenteils auf Viehzucht angewiesenen Bauern auf höher gelegenen Höfen von den internationalen Viehmärkten (z. B. in Paris und Chalons) isolierten. Begünstigt wurde es durch die industrielle Revolution in Deutschland und den Arbeitskräftemangel, der es den Bauern nicht ermöglichte, eigene Aufforstung zu betreiben. So war der Großteil der Höfe in dieser Gegend gezwungen zu verkaufen, wodurch deren Land direkt oder indirekt an die fürstenbergische oder großherzoglich-badische Forstverwaltung gelangte und aufgeforstet wurde. Johann Andris übergab im Jahr 1879 seinem Sohn Andreas den Hof, dessen Bestand 17 Stück Hornvieh sowie einige Ziegen, Schafe und Schweine umfasste und der einen Gesamtwert von 17500 Goldmark hatte. Johann Andris nahm indes 20.000 Mark auf sein Altenteil. Andreas Andris konnte 1885 für 315 Mark das Seemättle am Feldsee erwerben, musste jedoch auch ständig mit dem Staat und Fürstenberg um Überfahrtsrechte verhandeln, da er vom Besitz beider umschlossen war. Die Krönung dieser Konflikte sollte im Jahr 1953 die Schranke werden, die von Karl Egon V. zu Fürstenberg errichtet wurde und noch heute die direkte Zufahrt zum Hof verhindert.
Im Jahr 1892 eröffnete Andris eine Schankwirtschaft mit Branntweinausschank und legte damit den Grundstein für den Betrieb des heutigen „Gasthauses zum Feldsee“. Da der Fürst zu Fürstenberg über seine Wege nur die Anlieferung von Fürstenberg-Bier gestattete, wird dieses noch heute im Raimartihof ausgeschenkt. Ab 1898 wurden zudem drei Doppelzimmer vermietet, die inzwischen jedoch wieder durch die Betreiberfamilie genutzt werden. Das ungefähr 80 Hektar große Grundstück gehörte zur Fläche, die die Gemeinde Hinterzarten zum 1. April 1939 an die dort neu entstandene Gemeinde Feldberg abtreten musste.
1969 hörte der Feldbau auf dem Raimartihof auf, Mahl- und Sägemühle wurden ebenfalls stillgelegt. Die Pflicht des Raimartibauern, die Stellfalle am Feldsee zu öffnen und schließen, um auch die Sägemühlen im Seebachtal betreiben zu können, existiert nicht mehr.
1977 konnte die Stromversorgung, naturschutzbedingt durch ein Erdkabel vom Zipfelhof entlang des Wanderwegs, durch das Stromnetz ermöglicht werden. Seit Anfang der 1960er-Jahre war sie durch Dieselaggregat und Kleinturbine im Gebäude der Sägemühle gewährleistet worden. Im Jahr 1978 wurde das schadhafte Dach saniert. Den Telefonanschluss vom Feldberger Hof aus, hatte der Raimartihof bereits in den 1920er-Jahren erhalten, als die Bergwacht Schwarzwald dort eine Rettungsstelle einrichtete. Diese war wegen der zunehmenden Anzahl Kletterer ebenso nötig geworden, wie aufgrund der alpinen Nutzer der Feldseeabfahrt. Diese verlief vom Bismarckdenkmal auf dem Seebuck über die Badermulde und die Tauernrinne bis zum gefroreren Feldsee.
Nach der Übernahme durch Ruth und Bernhard Andris im Jahr 1985, ermöglichten eine Quellfassung und eine biologische Kläranlage (1986) die Verbesserung der sanitären Verhältnisse (1987). Als die Milchviehwirtschaft 1999 aufgegeben wurde, folgte ein großer Umbau mit Rücksicht auf den alten Bestand. Seitdem wird auf dem Hof Mutterkuhhaltung mit Galloway-Rindern praktiziert. 2005 wurde ein neues Leibgedinge-Haus errichtet.
Heute umfasst der gastronomisch genutzte Innenbereich drei Bauernstuben mit ungefähr 120 Sitzplätzen, eine Terrasse mit weiteren 35 Plätzen sowie eine Gartenwirtschaft. Sie bietet 250 Personen Platz und wird nur im Sommer betrieben.
Der Raimartihof bietet zudem Übernachtungsmöglichkeiten in drei Selbstversorger-Hütten an, die in unmittelbarer Nähe des Hofes liegen (Räuberhütte, Fischerhütte und Sägehäusle).

## Zugänge

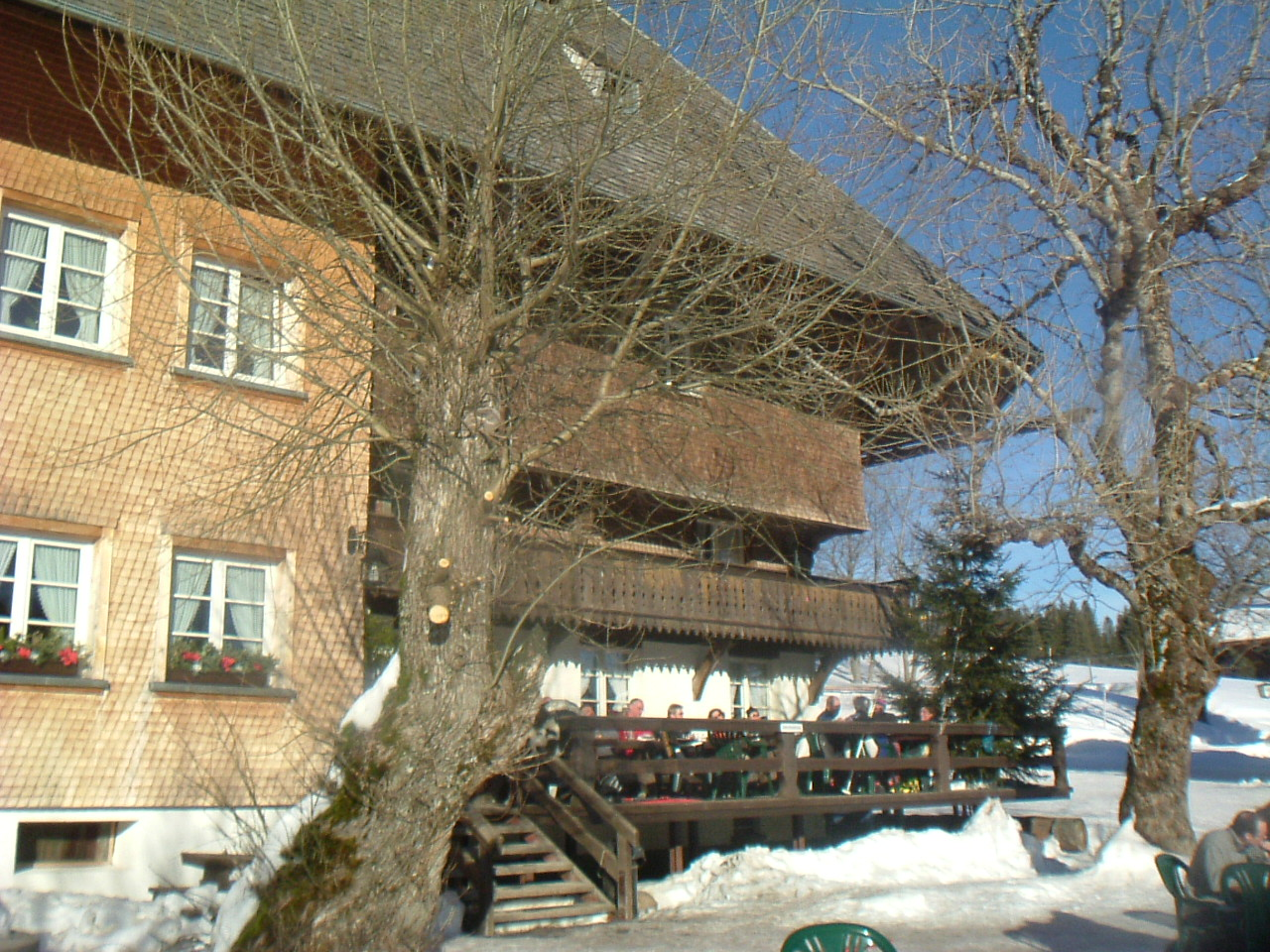
Der Raimartihof mit Außenbewirtung

Der Raimartihof ist lediglich über Wander- und Fahrradwege erreichbar. Eine Zufahrt mit dem Auto ist nicht möglich. Die nächstgelegenen Parkplätze finden sich in 3–4 km Entfernung in Feldberg-Bärental (Wanderparkplatz Kunzenmoos), am Rinken (Anfahrt von Hinterzarten) sowie am Feldbergpass. Im Bedarfsfall können über die Gastwirte Fahrdienste (Pferdekutsche, Taxi) vermittelt werden.
Der Feldsee ist Teil eines Wanderwegs im Feldberggebiet. Mit dem Mountainbike ist der Raimartihof von Alpersbach über den Rinken zu erreichen. Im Winter führen die Raimartihofloipe und der Fernskiwanderweg Hinterzarten–Schluchsee am Gasthof vorbei. Auch Nordic-Walking-Strecken und Winterwanderwege führen zum Gasthof.